# Novofedorivka, Vilneansk
Novofedorivka (în ucraineană Новофедорівка) este un sat în comuna Maksîmivka din raionul Vilneansk, regiunea Zaporijjea, Ucraina.

## Demografie
Componența lingvistică a localității Novofedorivka
     Ucraineană (79,31%)
     Rusă (20,69%)
Conform recensământului din 2001, majoritatea populației localității Novofedorivka era vorbitoare de ucraineană (79,31%), existând în minoritate și vorbitori de rusă (20,69%).